# 부남중학교
부남중학교(富南中學校)는 대한민국 전북특별자치도 무주군 부남면 대소리에 있는 공립 중학교이다.

## 학교 연혁
- 1982년 11월 17일 : 적상중부남분교장 설립인가
- 1983년 3월 4일 : 적상중부남분교장 개교
- 1983년 12월 1일 : 벽지학교 지정("라"지역)
- 2000년 9월 1일 : 초·중 병설 제9대 박태서 교장 부임
- 2001년 3월 1일 : 부남중학교로 승격
- 2001년 3월 1일 : 초·중 통합학교 운영(초대 박태서 교장 부임)
- 2022년 3월 1일 : 초·중 통합학교(구상윤 교장 부임)
- 2023년 12월 29일 : 중학교 제39회 졸업(606명)

## 참고 자료
- 부남중학교 - 한국교육학술정보원 학교알리미